# Deadliest Warrior
Deadliest Warrior è un programma televisivo in cui le informazioni su guerrieri storici o moderni e le loro armi vengono utilizzate per determinare quale di esse è la "più mortale" basata su test eseguiti durante ciascun episodio. Il programma è caratterizzato dall'uso di dati raccolti durante una drammatizzazione della battaglia dei guerrieri fino alla morte. Il programma ha avuto tre stagioni, dal 2009 al 2011.
Dal programma sono stati tratti due videogiochi, ovvero Deadliest Warrior: The Game e Deadliest Warrior: Legends, e alcune web serie.

## Sviluppo
Il programma è stato originariamente sviluppato da Morningstar Entertainment ma successivamente si è trasferito alla compagnia di produzione 44 Blue. Lo showrunner (produttore supervisore) nella prima stagione era Tim Prokop, sostituito in tale ruolo da Tim Warren durante la seconda stagione; quest'ultimo ha continuato con lo show durante il suo trasferimento a 44 Blue e alla terza stagione. Il consulente storico nella prima e seconda stagione e produttore associato nella seconda stagione è stato Barry C. Jacobsen, che ha rappresentato la squadra spartana nella stagione 1. Ha anche lavorato con il produttore associato Ryo Okada alla preparazione dei contenuti e sulla selezione dei guerrieri per le prime due stagioni.

## Descrizione
Gli episodi iniziano con l'introduzione di due tipi di guerrieri storici o contemporanei o di due individui storici. Sono spiegate la storia, la cultura e le filosofie generali di combattimento di ciascuno. Le spiegazioni sono accompagnate da segmenti che mostrano attori che recitano scene drammatizzate che hanno lo scopo di rappresentare la vita quotidiana dei veri combattenti. Due squadre di esperti (sia di storia che di abilità marziali dei guerrieri) vengono presentate per testare le armi utilizzate da ciascuno dei guerrieri.  Tipicamente, le diverse armi sono organizzate in quattro categorie (tre nella terza stagione): a corto raggio, medio raggio, lungo raggio e armi speciali (quest'ultime di solito assenti nella stagione 3). Tuttavia, alcuni episodi (ad esempio, Green Berets vs. Spetsnaz) sono giunti addirittura fino a sei categorie di armi. 
Le squadre mettono alla prova le armi assegnate su vari bersagli, tra cui bersagli umani, manichini, carcasse di suini e bovini e torsi di gel balistici, teste, arti ecc. Inoltre, vengono utilizzati misuratori di pressione, accelerometri, cronometri e altri strumenti di misurazione per testare vari parametri come la forza e la velocità di ogni arma. A volte, gli obiettivi sono coperti da un'armatura che è rappresentativa di ciò che sarebbe indossato dall'avversario del guerriero. Mentre il danno inflitto sull'armatura dall'arma viene preso in considerazione nell'efficacia dell'arma, l'abilità difensiva dell'armatura non è inclusa come categoria separata nello spettacolo nelle prime due stagioni (con l'eccezione di Pirate vs. Knight). Tutti i test delle armi sono registrati con fotografie ad alta velocità, e i risultati vengono inseriti in un computer che misura il danno che ogni arma è in grado di infliggere. I produttori e i presentatori quindi confrontano i risultati per ciascuna delle categorie di armi e determinano quale arma ritengono che darà al guerriero un vantaggio in quella categoria durante la simulazione. Tuttavia, i presentatori dello show hanno ammesso che la loro scelta di quale arma ottiene il vantaggio non ha alcun effetto sui risultati finali.
I dati raccolti dai test delle armi sono inseriti in una simulazione computerizzata basata su un motore di gioco commerciale inedito  per determinare il vincitore medio di mille battaglie; inoltre, a partire dalla terza stagione, un nuovo sistema creato dalla Pipeworks Software determina il vincitore basato su cinquemila battaglie. Questi risultati vengono quindi utilizzati per creare una rievocazione di battaglia fittizia (tra due personaggi o due piccoli gruppi) eseguita da attori. Dopo che la drammatizzazione della battaglia è terminata, viene rivelato il numero di colpi mortali (o percentuali di efficacia nella terza stagione) raggiunti da ciascuna arma durante le simulazioni al computer. Gli episodi concludono con i conduttori e gli ospiti che commentano sul perché sono d'accordo o in disaccordo con l'esito della partita.

## Presentatori
Nelle sue prime due stagioni, lo spettacolo è stato condotto da tre commentatori: Geoff Desmoulin (scienziato biomedico e operatore di telecamere ad alta velocità),  Dr. Armand Dorian, (consulente medico) e Max Geiger (programmatore di simulazioni). Tutti e tre hanno fornito commenti durante lo spettacolo, oltre a dettagli tecnici di ogni prova di armi. Lo spettacolo è narrato da Drew Skye (pseudonimo, e voce di David Wenham). 

## Lista degli episodi
Stagione 1 (a partire dal 7 aprile 2009)
- Apache vs. Gladiator
- Viking vs. Samurai
- Spartan vs. Ninja
- Pirate vs. Knight
- Yakuza vs. Mafia
- Green Berets vs. Spetznaz
- Shaolin Monk vs. Maori Warrior
- William Wallace vs. Shaka Zulu
- Irish Republican Army vs. Taliban
- Speciale Back for Blood: Spartan vs. Samurai, e Irish Republican Army vs. Spetznaz

Stagione 2 (20 aprile - 27 luglio 2010)
- SWAT vs. GSG 9
- Attila the Hun vs. Alexander the Great
- Jesse James vs. Al Capone
- Aztec Jaguar vs. Zande Warrior
- Nazi Waffen-SS vs. Viet Cong
- Roman Centurion vs. Rajput Warrior
- Somali Pirate vs. Medellin Cartel
- Persian Immortal vs. Celt
- KGB vs. CIA
- Vlad the Impaler vs. Sun Tzu
- Ming Warriors vs. Musketeers
- Comanche vs. Mongol
- Navy Seal vs. Israeli Commando

Stagione 3 (20 luglio - 14 settembre 2011)
- George Washington vs. Napoleon Bonaparte
- William the Conqueror vs. Joan of Arc
- U.S. Army Rangers vs. N.K. Special Operations Forces
- Gengis Khan vs. Hannibal
- Saddam Hussein vs. Pol Pot
- Teddy Roosevelt vs. Lawrence of Arabia
- Ivan the Terrible vs. Hernán Cortés
- Crazy Horse vs. Pancho Villa
- French Foreign Legion vs. Gurkhas
- Vampires vs. Zombies (una battaglia 3 contro 100)